# Propileu

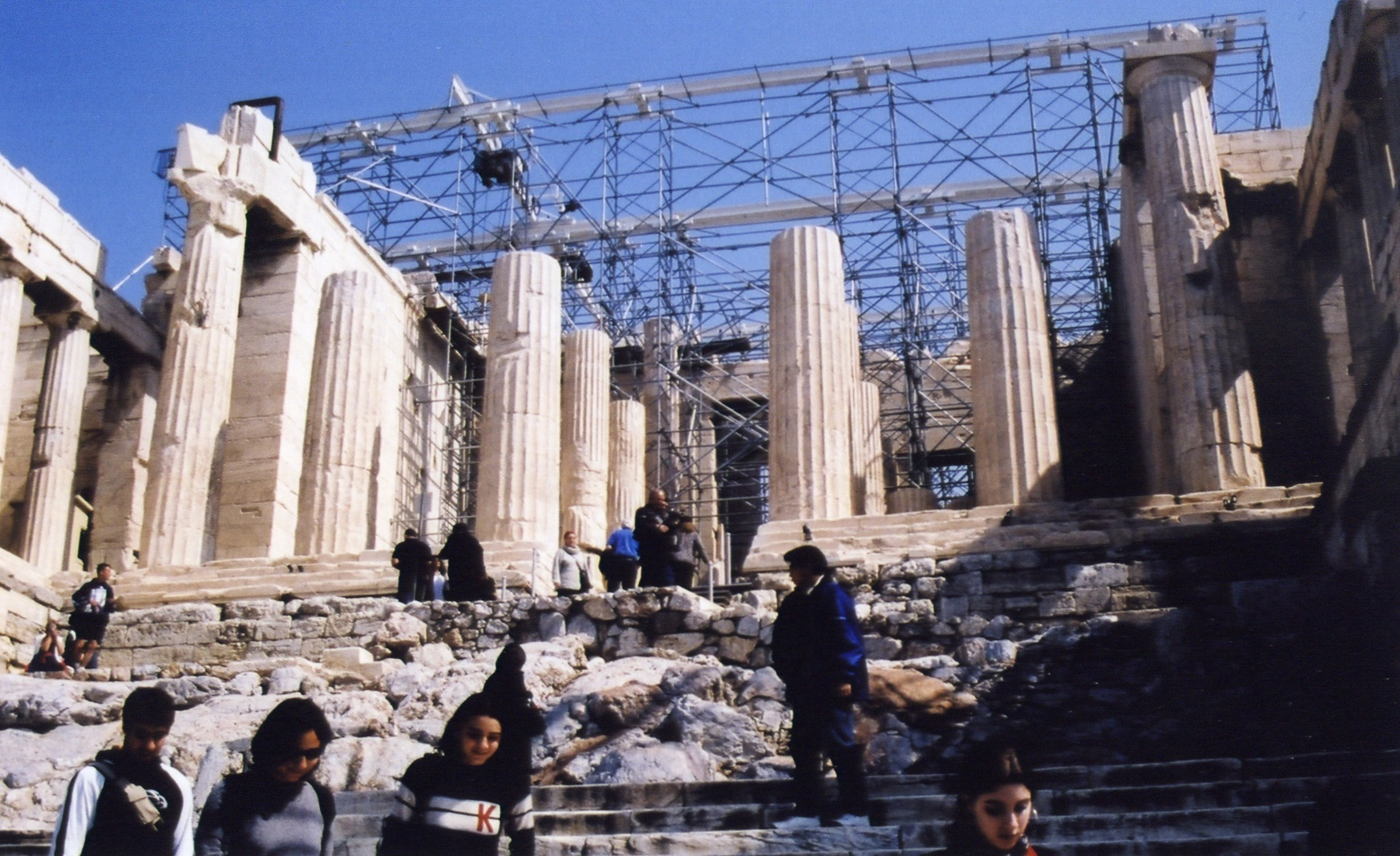
Escada levando ao propileu da Acrópole de Atenas

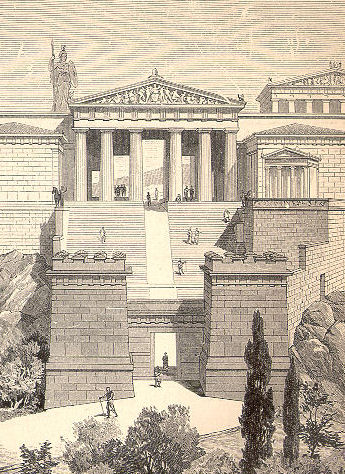
Um desenho do século XIX de como seria a aparência dos propileus quando intactos

Propileu (em latim: propylaeum; em grego — Προπυλαια), na arquitetura grega antiga, é um vestíbulo em frente à entrada de um templo, palácio, ágora ou cidade. No caso de santuário ou recinto sagrado, consistia num caminho ladeado por edifícios, de estrutura muito mais complexa e monumental, geralmente com fachada com colunas, e então se referiam a ele com o plural Προπύλαια (propýlaia), que através do latim propilea também deu o plural propileu em português, uma forma muito mais comumente usada. Serve como divisória, separando as partes seculares e religiosas de uma cidade. O exemplo prototípico grego é o propileu que serviu de entrada para a Acrópole de Atenas. O Portão de Brandemburgo do renascimento grego de Berlim e os propileus em Munique evocam a porção central dos propileus de Atenas.
O exemplo mais famoso de propileu é o da Acrópole de Atenas, feito por Mnesicles de 438 a 432 a.C., como parte das grandes obras de Péricles após as Guerras Persas. É composto por um vestíbulo central e duas alas de cada lado. A nascente e a poente é ladeado por dois pórticos com seis colunas dóricas. A ala norte é chamada de galeria de imagens e era um salão de banquetes e exposições de arte.

## Propileus da Acrópole Ateniense
Os Propileus eram os portões monumentais da Acrópole, encomendados pelo líder ateniense Péricles para reconstruir a Acrópole no final das Guerras Persas. Esses propileus foram construídos com largura suficiente para permitir a passagem de carruagens. A construção fez parte do grande programa de reconstrução de Péricles para Atenas em c. 437 a.C. O projeto dos propileus começou quando o Partenão estava quase pronto. Foi supervisionado pelo arquiteto ateniense Mnesicles. Embora o trabalho tenha sido suspenso devido à Guerra do Peloponeso, as peças importantes da visão de Mnesicles conseguiram se concretizar. A arquitetura é única porque as vigas horizontais do telhado eram sustentadas por vigas de mármore, que eram sustentadas por barras de ferro. O único outro uso conhecido do metal na arquitetura grega para fins estruturais é o Templo de Zeus em Agrigento (Enciclopédia de História Mundial).

## Propileus fora do mundo greco-romano
O propileu independente mais antigo conhecido é aquele localizado na área do palácio em Pasárgada, capital aquemênida.
Uma passagem coberta, chamada "Propileu", usada para enfrentar o Palácio de Dario em Susa.
No século XVIII, os Propileus atenienses inspiraram Carl Gotthard Langhans na construção do Portão de Brandemburgo, em Berlim.